# 中村武春
中村 武春（なかむら たけはる、1932年1月26日 - ）は、日本の経営者。中山製鋼所社長、会長を務めた。

## 経歴
東京都出身。1955年に東京大学法学部を卒業し、同年4月に八幡製鉄に入社。1981年6月に中山製鋼所取締役に就任し、1985年11月に常務、1987年6月に専務を経て、1991年6月には社長に就任。1997年6月には取締役相談役に就任。